# Frauenwiderstandscamp
Das Frauenwiderstandscamp in Reckershausen im Hunsrück war ein antimilitaristisches und feministisches Protestcamp. Es richtete sich gegen die – durch den NATO-Doppelbeschluss – geplante und schließlich auch durchgeführte Stationierung von 96 Cruise-Missiles in der Region. Das erste von insgesamt elf Camps fand 1983 statt.

## Grundsätzliches

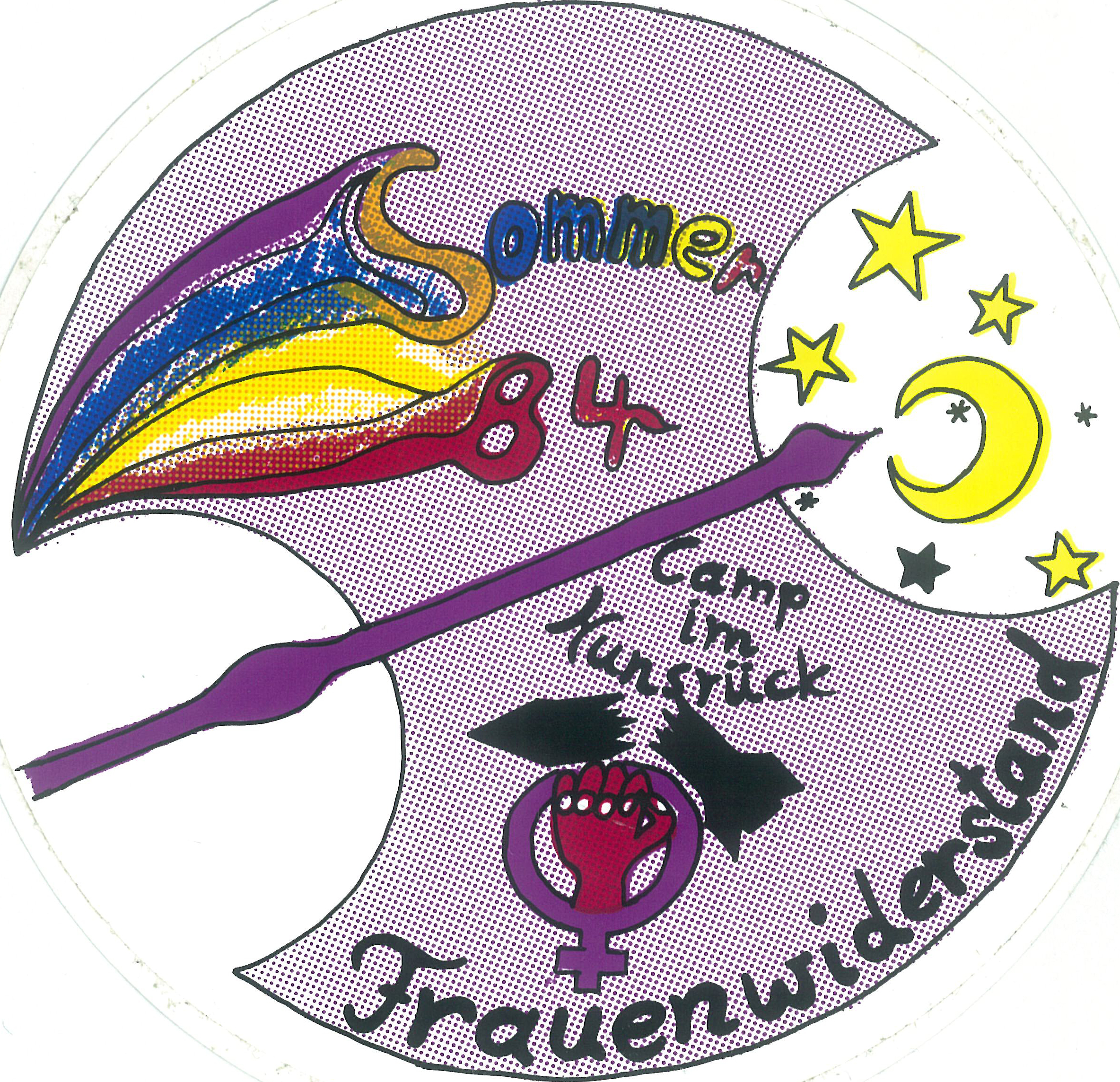
Aufkleber zum 2. Frauenwiderstandscamp 1984 im Hunsrück

Die Frauen protestierten gegen Rüstung und Militär sowie gegen den „alltäglichen Krieg gegen Frauen“, Lesben und Mädchen durch verschiedene Formen von „Männergewalt“ (wie beispielsweise sexuelle Belästigung, Pornographie, Peep-Shows oder Vergewaltigung). An den Camps nahmen (in den ersten Jahren) im Verlaufe der jeweiligen Campzeit bis zu 2.000 Frauen teil, die aus dem gesamten Bundesgebiet, aber auch aus anderen Ländern wie Dänemark, Österreich und der Schweiz kamen.
Zentrale politische Zugehörigkeiten der Campteilnehmerinnen waren die Frauen-, Lesben- und Friedensbewegung. Auffällig an den Protesten waren die weitgreifenden linken politischen Bündnisse, die die Feministinnen für die ersten Camps schmiedeten.
Die Idee, ein temporäres Zeltdorf als separatistischen Frauenort zu errichten, war auch eine Antwort auf die Erfahrungen von Sexismus, Androzentrismus und fehlende feministischen Perspektiven auf Krieg und Militär in geschlechtergemischten Friedenszusammenhängen, etwa bei der gemischten Blockade in Großengstingen im Sommer 1982. Vorbild für Hunsrücker Camperinnen war u. a. das englische Frauenfriedenscamp in Greenham Common, einem US-Luftwaffenstützpunkt.
Als Protestformen wurden von den „Camp-Frauen“, wie sie sich selbst nannten, u. a. Demonstrationen, Mahnwachen, Blockaden, Besetzungen, Störungen von militärischen Abläufen, Sabotageakte gegen militärische Baustellen, Sprüh- und andere Aktionen wie das Aufstellen von alternativen Gedenktafeln gewählt. Besonders spektakulär war die eintägige Besetzung eines Baukrans der Firma Hochtief auf dem militärischen Sperrgebiet der Raketenstation Pydna durch 18 Frauen am 27. August 1984.
Die Diskussionsthemen der Frauenwiderstandscamps, die über Militarismus und andere Formen von Gewalt hinausgingen, waren vielfältig u. a.: „Antisemitismus (etwa Vereinnahmung von Kämpfen, Unsichtbarmachen), Ausländerfeindlichkeit, Faschismus (Verstrickung in Familiengeschichten, historisches Gedenken), Klassismus (soziale Herkunft, Geldfragen), Konsum (Verweigerung, Subsistenz), Ökologie (Atomkraft, Umgang mit Ressourcen, Ernährung), Rassismus (rassistische Sprache und Sozialisation, separate Camp-Räume für Schwarze [Frauen]), Repression (‚Sicherheitsgesetze’), Separatismus von Lesben, sexualisierte Gewalt, Unterschiede unter Frauen sowie immer wieder verschiedene Widerstandsformen, die parallel praktiziert wurden.“
In den ersten Jahren erhielten die Camps viel mediale Aufmerksamkeit: Es berichteten die ARD-Tagesschau am 23. Juli 1983 sowie der SWR am 1. August 1983; außerdem erschienen Artikel in Frauenbewegungsmedien wie Courage und Emma, in der Friedensbewegungspresse wie dem Hunsrück-Forum, aber auch in so unterschiedlichen Magazinen wie der Brigitte (13/1985), der Quick (September 1983) und dem Stern (August 1983). Des Weiteren wurden die Proteste von zahlreichen Artikeln in lokalen, regionalen sowie überregionalen Zeitungen begleitet – oftmals ablehnend.
„Im Laufe der Jahre verschob sich der Charakter der Camps zugunsten der Auseinandersetzung mit sexualisierter Gewalt; die Antimilitarismus-Diskussionen und -Aktionen rückten in den Hintergrund. Für den Zusammenhang von ’Militarismus und Gewalt’ wird im Hunsrück immer wieder auf den ’Bewusstseinswandel’ hingewiesen, der sich durch die Frauenwiderstandscamps in der Region vollzog.“
Die jeweilige Dauer des politischen Campings variierte zwischen vier und acht Wochen, zumeist waren es sieben. Den Frauenwiderstandscamps gingen diverse lokale, überregionale wie bundesweite mehrtägige Vorbereitungstreffen voraus und folgten entsprechende Nachbereitungen. Die letzten Zelte wurden im Sommer 1993 aufgeschlagen; das für das Jahr 1994 geplante Camp wurde nicht mehr durchgeführt.
In der Bundesrepublik fanden nach den „Frauenwiderstandscamps“ im Hunsrück keine – von den Themenstellungen oder dem Umfang her – vergleichbaren explizit antimilitaristischen und feministischen Camps mehr statt.